# Mūrinės miškas
Mūrinės miškas este o arie protejată (sit de importanță comunitară — SCI) din Lituania întinsă pe o suprafață de 17,7 ha, integral pe uscat.

## Localizare
Centrul sitului Mūrinės miškas este situat la coordonatele 54°44′12″N 25°08′37″E / 54.7367°N 25.1435°E.

## Înființare
Situl Mūrinės miškas a fost declarat sit de importanță comunitară în aprilie 2018 pentru a proteja un număr necunoscut de specii din flora spontană și fauna sălbatică aflate în arealul zonei.

## Biodiversitate
Situată în ecoregiunea boreală, aria protejată conține 1 habitat natural: Mlaștini împădurite.
La baza desemnării sitului se află un număr nedeclarat de specii protejate.